# Uli Jon Roth
Ulrich Roth, känd som Uli Jon Roth, född 18 december 1954 i Düsseldorf, Tyskland, är en tysk kompositör och gitarrist.
Uli Jon Roth var under 1970-talet medlem i hårdrocksbandet Scorpions. År 1979 bildade han ett eget band, Electric Sun, och 1986 påbörjade han en solokarriär. Trots att Uli Jon Roth inspirerat flera stora gitarrister, som Yngwie Malmsteen, Axel Rudi Pell, Edward Van Halen, Kirk Hammet, Steve Vai, Randy Rhoads och Jason Becker, är han fortfarande närmare okänd bland de bredare lagren.
Uli's egna största inspirationer till gitarrspelet enligt honom själv är musiker som: Jimi Hendrix, Niccolò Paganini, Eric Clapton, Brian May och Antonio Vivaldi.
Några låtar som visar upp Roths virtuosa gitarrspel är bland annat: Sails of Charon (Scorpions, Taken by Force), Catch Your Train (Scorpions). Still So Many Lives Away (Electric Sun), Burning Wheels Turning (Electric Sun) och Thunder Bay/Pegasus (Sky of Avalon) 
På senare år har Uli Jon Roth framförallt spelat klassisk musik och på sin senaste skiva Metamorphosis framför han tillsammans med en klassisk orkester egna kompositioner, samt Vivaldis De fyra årstiderna.
Sommaren 2007 återförenades Uli Jon Roth med Scorpions för en turné i ett antal länder. De uppträdde bland annat vid Sweden Rock Festival i Blekinge.
Uli Jon Roth tillhör dem som utvecklat hårdrocksgenren neoclassic metal mest tillsammans med gitarrister såsom Yngwie Malmsteen och Ritchie Blackmore. Även hans bror Zeno Roth (1956–2018) hade framgångar inom musiken, med det egna bandet Zeno.